# Deltocephalus kanoniellus
Deltocephalus kanoniellus är en insektsart som beskrevs av Matsumura 1940. Deltocephalus kanoniellus ingår i släktet Deltocephalus och familjen dvärgstritar. Inga underarter finns listade i Catalogue of Life.